# Julián Romea Parra
Julián Romea Parra (Zaragoza, 1848-Madrid, 1903) fue un dramaturgo, compositor, cantante y actor español. Padre del también actor Alberto Romea y sobrino de Julián Romea Yanguas.

## Biografía
Nació en Zaragoza en 1848. Siendo hijo de los actores Mariano Romea Yanguas y Trinidad Parra Navarro. Además de su faceta de actor, destacó como comediógrafo de zarzuela y sainetes. Se formó con su tía Matilde Díez, realizando giras por América y España. Como libretista, pueden citarse La hija del Barba (1894), El padrino de el nene o todo por el arte (1896), El señor Joaquín (1898) y La tempranica (1900), estrenada en el Teatro de la Zarzuela de Madrid. En su faceta de compositor son reseñables la ya mencionada La hija del Barba, Niña Pancha (1886) y La segunda tiple (1890), estas dos últimas con partitura escrita en colaboración con Joaquín Valverde Durán.

## Obras (selección)

### Como intérprete
- La canción de La Lola.
- La buena sombra, de los Hermanos Álvarez Quintero.
- El baile de Luis Alonso.

### Como autor
Además de las ya citadas, pueden mencionarse:
- Almuerzos y comidas.
- Quisquillas.
- De Cádiz al Puerto.
- Entre dos yernos.
- El difunto Tuopinel.
- De picos pardos.
- Conflicto entre dos ingleses.